# ウァレリアヌス
プブリウス・リキニウス・ウァレリアヌス（ラテン語: Publius Licinius  Valerianus，193年か195年か200年 - 260年から264年）は、軍人皇帝時代のローマ帝国皇帝である。

## 生涯
ウァレリアヌスは軍人皇帝時代に即位した他の皇帝とは違い、ガイウス・ユリウス・カエサルやグナエウス・ポンペイウスと共に第一回三頭政治を行なったマルクス・リキニウス・クラッススと同じリキニウス氏族に属する、由緒ある元老院議員の一族の出自と言われているが確証は無い。ウァレリアヌスの前半生もはっきりとしないが、エグナティア・マリニアナと結婚して、2人の息子を儲けた。すなわち、後のローマ皇帝プブリウス・リキニウス・エグナティウス・ガッリエヌスとウァレリアヌス・ミノルである。
238年のローマ内戦中には、当時の六皇帝のひとりゴルディアヌス1世によって、ウァレリアヌスはプリンケプス・セナトゥスに選出された。当時の皇帝ゴルディアヌス1世はウァレリアヌスを通じて、元老院と交渉したとわかっている。
244年にシャープール1世とのミシケの戦いで、ゴルディアヌス1世の孫ゴルディアヌス3世が死去すると（ピリップスのクーデターともいわれる）、ピリップス・アラブスが軍中で皇帝宣言を行った。
249年にピリップスがデキウスに殺された。
251年、皇帝デキウスの時代にケンソル（監察官）に選出、また、ライン川沿岸のノリクムおよびラエティア両属州の総督に任じられた。
デキウスがアブリットゥスの戦いで戦死した後も、引き続いて総督職を維持したが、デキウスの後継皇帝のトレボニアヌス・ガッルスに対してマルクス・アエミリウス・アエミリアヌスが反乱を起こして、トレボニアヌス・ガッルスおよびその共同皇帝ガイウス・ウィビウス・ウォルシアヌスが殺害されると、アエミリウスを追討するため、軍を率いて南下。その後、アエミリウスが自軍内の兵士に殺害されると、253年にウァレリアヌスはローマ皇帝となった。
皇帝となったウァレリアヌスは息子ガッリエヌスを共同皇帝としてローマ帝国の西半分を任せ、自らはペルシア（サーサーン朝）とのリメスに面した帝国の東半分を受け持った。

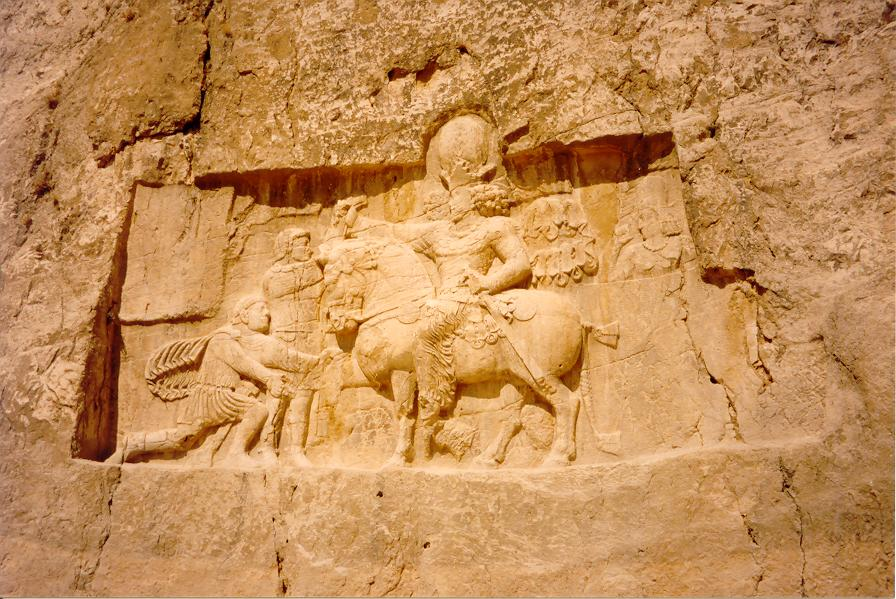
捕虜となってシャープール1世に跪くウァレリアヌス（ナクシュ・イ・ルスタムの磨崖像）

260年、ウァレリアヌスは軍勢を率いてペルシアへと侵攻したが、エデッサ（現在のシャンルウルファ）でシャープール1世率いるペルシア軍との戦いに敗れて捕虜となってしまう（エデッサの戦い）。その後、ウァレリアヌスは捕囚としてビシャプールへ送られ、ほどなく死んだとも奴隷の身に墜とされたとも皮剥ぎの刑に処されたとも伝えられるが、その最期は定かではない。
皇帝自身が敵国に捕らえられるなどという失態は、長いローマの歴史を通しても前代未聞の（この後にも11世紀の東ローマ皇帝ロマノス4世ディオゲネスしかいない）の事態であった。この事件は先のアブリットゥスの戦いと共に帝国の国力低下を象徴する出来事となり、以後ローマ世界は僭称皇帝の乱立・領土の分裂などでその混迷を一層深めてゆくこととなる。

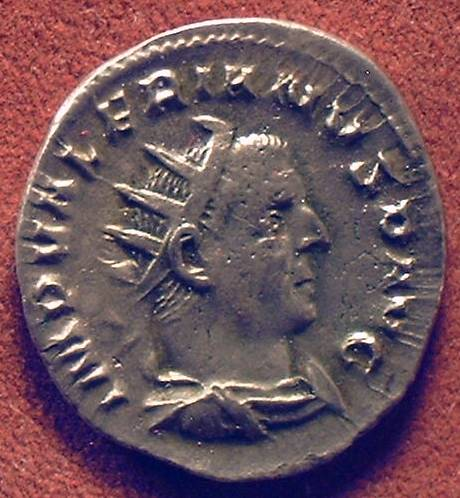
ウァレリアヌスが描かれた硬貨